# Rudolf Magnus

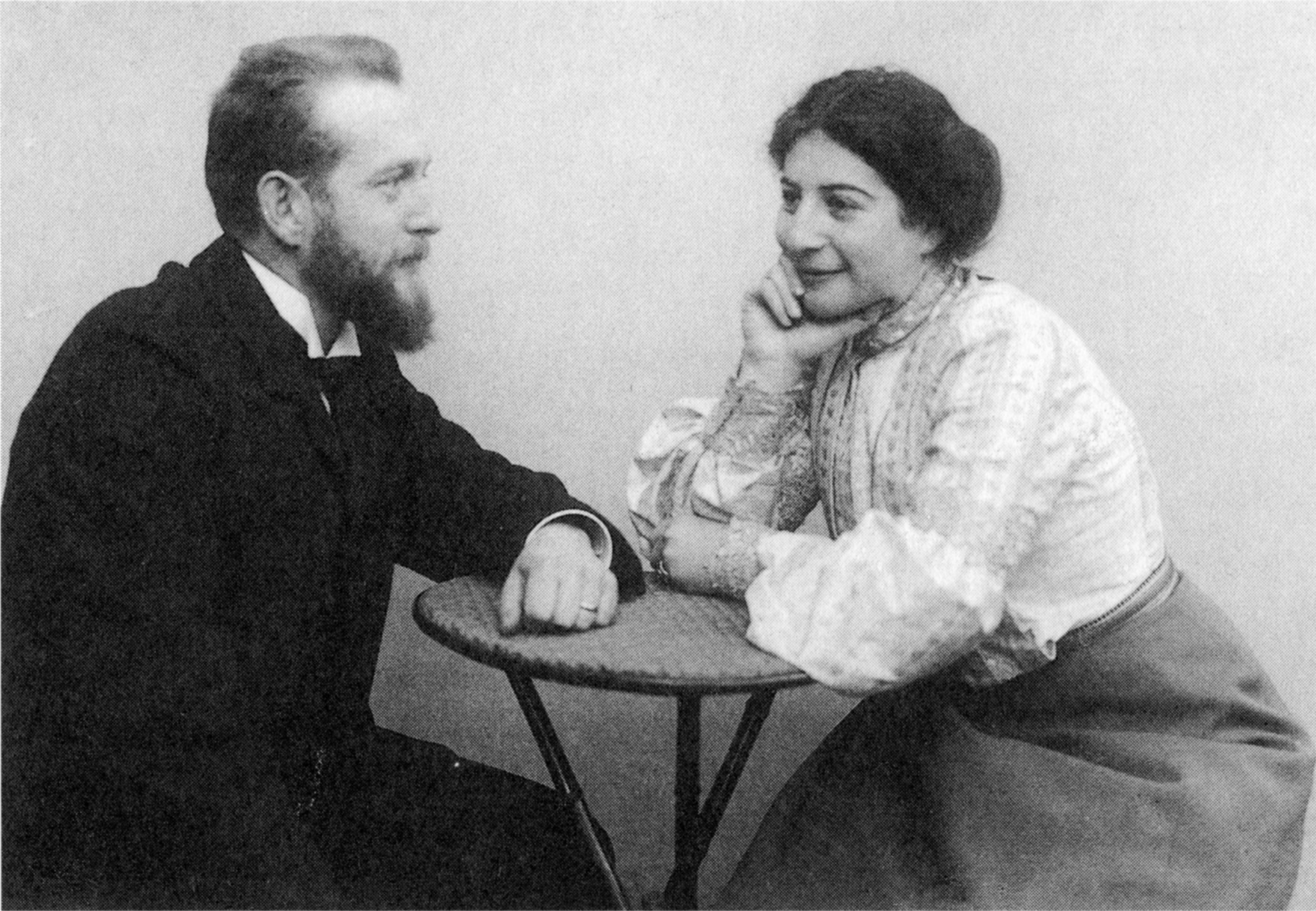
Rudolf und Gertraud Helene Magnus um 1905

Rudolf Magnus (* 2. September 1873 in Braunschweig; † 25. Juli 1927 in Pontresina) war ein deutscher Arzt, Pharmakologe und Physiologe. Sein bedeutendster Beitrag zur Biologie war die Erforschung der Reflexe, die zur Körperhaltung beitragen. Sein Leben und Werk haben die Pharmakologen Wolfgang Heubner und Göran Liljestrand sowie Rudolfs Sohn Otto Magnus (* 1913) dargestellt.

## Leben
Rudolf Magnus stammte aus einer Braunschweiger jüdischen Familie. Seine Eltern waren der Jurist Otto Magnus (1836–1920) und dessen Frau Sophie geb. Isler (1840–1920). Großvater und Urgroßvater väterlicherseits waren Ärzte. Der Großvater mütterlicherseits, Meyer Isler (1807–1888), war Direktor der Stadtbibliothek, heute Staats- und Universitätsbibliothek, Hamburg. Nach dem Abitur 1892 am Martino-Katharineum in Braunschweig entschied sich Rudolf trotz seiner Liebe zu dichterischer Literatur für ein Studium der Medizin. Er absolvierte es in Heidelberg, kurz auch in Berlin und München. In Heidelberg beeindruckte ihn besonders der Physiologe Wilhelm Kühne. Bei ihm fertigte er seine Dissertation „Ueber die Messung des Blutdrucks mit dem Sphygmographen“ an, über die er 1895 auf dem Dritten Internationalen Physiologenkongress in Bern berichtete. Bei ihm lernte er auch den gleichaltrigen späteren Physiologen Otto Cohnheim-Kestner und den etwas älteren Zoologen und Philosophen Jakob Johann von Uexküll kennen, die seine Freunde wurden. 1898 bestand er das Staatsexamen und wurde zum Dr. med. promoviert.
Nach einer Reise nach England, wo er in Cambridge auf dem Vierten Internationalen Physiologenkongress über „Beiträge zur Pupillarreaktion des Aalauges“ vortrug, begann seine Assistentenzeit bei dem Heidelberger Pharmakologen Rudolf Gottlieb. 1900 habilitierte er sich mit einer Schrift „Über Diurese. II. Mittheilung: Vergleich der diuretischen Wirksamkeit isotonischer Salzlösungen“ und wurde Privatdozent. In den Semesterferien arbeitete er oft in ausländischen Laboratorien, so 1901 bei dem Physiologen Edward Albert Sharpey-Schafer in Edinburgh und 1902 und 1903 mit Jakob Johann von Uexküll an der Zoologischen Station Neapel. 1902 heiratete er in München Gertraud Helene Rau (1875–1947), ebenfalls aus einer jüdischen Familie. Vor der Heirat hatten sich beide taufen lassen. Das Ehepaar hatte fünf Kinder, darunter als jüngstes Otto, der später Rudolfs ausführliche Biographie schrieb. Weitere Englandreisen führten 1905 zu dem Physiologen John Newport Langley in Cambridge und 1908 zu dem Physiologen Charles Scott Sherrington in Liverpool. Hier erhielt er Ende April ein Schreiben Gottliebs, er könne ihm nicht länger die Stelle des Ersten Assistenten geben. Kaum in Heidelberg zurück, erreichte ihn Anfang Mai ein Ruf der niederländischen Königin Wilhelmina auf den neu geschaffenen Lehrstuhl für Pharmakologie in Utrecht, den ersten Pharmakologie-Lehrstuhl in den Niederlanden.
Magnus nahm an und bezog als sein Institut ein 1567 als Krankenhaus errichtetes kirchenähnliches Gebäude, „Leeuwenbergh“, in Utrecht. Es gab in Utrecht mehrere deutsche oder österreichische Professoren, und Magnus hielt seine Vorlesungen mit Billigung der Studenten zunächst auf Deutsch. Etwa 1918 war es nach einer Anekdote zu Beginn einer Vorlesung einmal unruhig im Hörsaal; Magnus vergewisserte sich der Korrektheit seiner Kleidung und merkte erst nach zwanzig Minuten, dass er niederländisch sprach; von da an habe er in der Landessprache gelehrt.
Der Erste Weltkrieg änderte nichts, bis Magnus im Oktober 1915 als Stabsarzt an ein Lazarett in Speyer und im Juni 1916 an die Kaiser-Wilhelms-Akademie für das militärärztliche Bildungswesen in Berlin gerufen wurde. Einen Ruf auf den Pharmakologie-Lehrstuhl der Vereinigten Friedrichs-Universität Halle-Wittenberg 1915 lehnte er ab. 1917 konnte er, weil dort nicht mehr abkömmlich, nach Utrecht zurückkehren. „Wie einen Fürsten holte ihn die Utrechter Studentenschaft am Bahnhof ein und geleitete ihn mit Jubel zurück an seine Arbeitsstätte.“ Rufe 1924 nach Groningen und (als Nachfolger Gottliebs) nach Heidelberg lehnte er ebenfalls ab. Mit Hilfe der Rockefeller Foundation plante er den Bau eines neuen Institutsgebäudes. 1926 wurde der Grundstein gelegt. Vor der Fertigstellung starb Magnus. Bei der Feuerbestattung in Zürich sprachen unter anderen Otto Cohnheim-Kestner, der Züricher Physiologe Walter Rudolf Hess, Wolfgang Heubner und Magnus‘ engster Mitarbeiter Adriaan P.H.A. de Kleijn (1883–1949). Das neue Institut „Nieuw Leeuwenbergh“ wurde 1928 von Magnus‘ Nachfolger Ulbe Gerrit Bijlsma (1892–1977) eröffnet.

## Werk

### Heidelberg

#### Allgemeines
Magnus‘ Habilitationsschrift wurde außer als separater Druck auch in Naunyn-Schmiedebergs Archiv für experimentelle Pathologie und Pharmakologie veröffentlicht, dort als eine von fünf „Ueber Diurese“ betitelte Mitteilungen. In allen ging es um die Funktion der Nieren und die Entstehung von Ödemen. Welche Rolle spielte bei der Harnproduktion die Flüssigkeitsfiltration in den Glomerula einerseits, die Sekretion und Reabsorption in den Nierenkanälchen andererseits? Welche Rolle kam bei Ödemen den Nieren einerseits, der Durchlässigkeit der Blutkapillaren andererseits zu? Laut der Habilitationsschrift wirkte Natriumsulfat stärker diuretisch als Natriumchlorid, wohl wegen „einer verschiedenen Wirkung in den secernierenden Elementen der Niere selbst“. Die Einordnung in das heutige Wissen um die Nierenphysiologie ist schwierig.
Über mehrere andere Themen arbeitete Magnus in seiner Heidelberger Zeit, so über Herzglykoside, die Pharmakologie der Atmung und – drei so betitelte Aufsätze – „Die stopfende Wirkung des Morphins“; die letztere untersuchte er mit Hilfe der eben entdeckten Röntgenstrahlen.

#### Physiologie und Pharmakologie des Darms

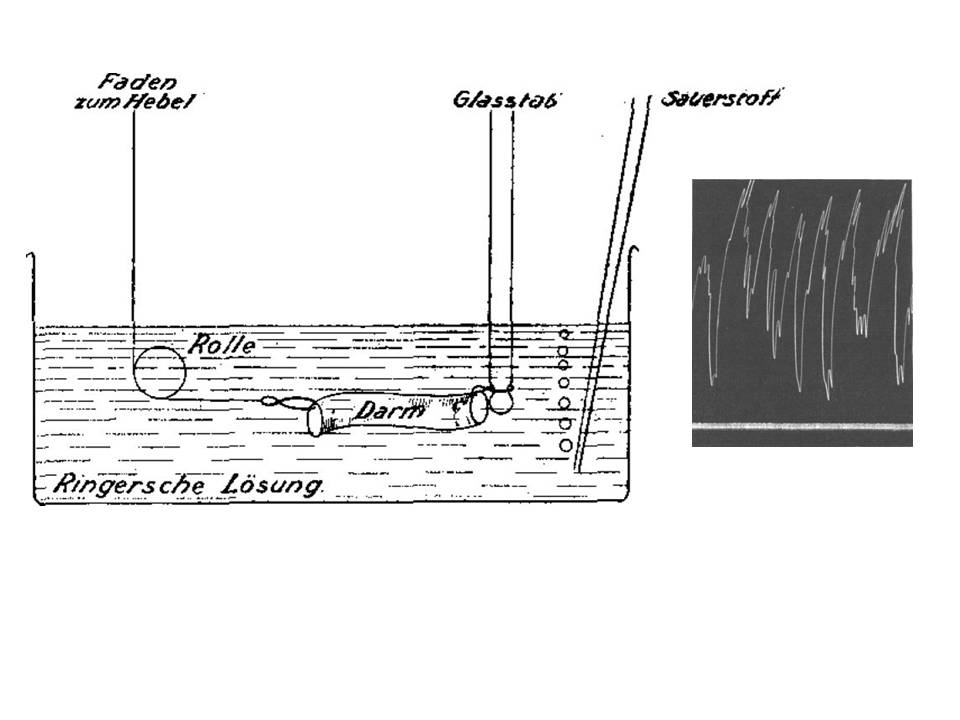
Kontraktionsmessung am Darm und Aufzeichnung auf einem Kymograph.

Am nachhaltigsten waren seine „Versuche am überlebenden Dünndarm von Säugetieren“ – sieben so betitelte Aufsätze in Pflügers Archiv für die gesamte Physiologie des Menschen und der Thiere. Im ersten Aufsatz stellt er seine Methode vor:

„Bei der Erforschung der Bewegungserscheinungen einzelner Organe hat es sich bisher immer als vortheilhaft erwiesen, neben den Experimenten am ganzen Thier mit seinen complicirten Innervationsverhältnissen und wechselnden Einflüssen des Kreislaufes die Untersuchung am überlebenden Organ durchzuführen, um festzustellen, zu welchen Leistungen dieses Organ von sich aus, unbeeinflusst von jenen äusseren Factoren, befähigt sei. … Im Folgenden soll eine einfache Methode beschrieben werden, nach der man die Bewegungserscheinungen des überlebenden Dünndarms von Säugethieren leicht studiren kann, und welche meines Erachtens geeignet ist, für den Darm dasselbe zu leisten wie die bekannte Langendorff'sche Methode für das Herz. … Ich bin ausgegangen von dem Befunde Otto Cohnheims, welcher bei seinen Resorptionsversuchen fand, dass der Katzendarm in Blut, durch welches Sauerstoff hindurch perlt, sich Stunden lang lebhaft bewegt.“

Magnus zeigt dann, dass man Darmschlingen auch in Salzlösungen statt in Blut lebend halten kann. „In der That führt der Darm unter diesen Umständen Stunden lang seine mehr oder weniger lebhaften Bewegungen unverändert fort, und man kann sowohl den gesammten Darm als auch einzelne kleinere Stücke desselben unter diesen Bedingungen dem Versuche zugänglich machen.“ Er beschreibt die Folgen von Temperaturänderungen, Änderungen des Innendrucks und eines Sauerstoffentzugs und schließt: 

„Im Vorstehenden glaube ich gezeigt zu baben, dass die geschilderte Methode, die Bewegungen des isolirten Darmes zu beobachten und zu registriren, alles das leistet, was man von einem derartigen Verfahren verlangen kann. Hoffentlich gelingt es, mit ihrer Hülfe in den bisher noch in vielen Punkten dunklen Mechanismus der Darmbewegung tiefer einzudringen und auch das Verständniss von Giftwirkungen am Darm zu fördern.“

Die Hoffnung erfüllte sich zum Beispiel in Paul Trendelenburgs Anbahnung der Entdeckung der Opioidrezeptoren 1917. „Magnus war berufen, … der Pharmakologie ein sehr vielseitig anwendbares Verfahren und einen gewaltigen Anstoß zu geben. … Daß die Methode zum Studium des isolierten Darmes … zugleich das Vorbild für alle Untersuchungen geworden ist, die sich mit dem Studium irgendwelcher glattmuskeliger Organe beschäftigt haben, des Uterus, des retrakten Penis, der Bronchien, der Ureteren, der Arterienstreifen, Blasenstreifen, Pupillenstreifen, selbst der Herzstreifen und anderer Objekte mehr, das ist heute Allgemeingut der Pharmakologen.“ Leopold Ther nahm eine ausführliche Beschreibung in seine „Pharmakologischen Methoden“ auf. Vermutlich wüssten wenige, die die Methode benutzen, meint Otto Magnus, von den fundamentalen Beobachtungen ihres Erfinders.

#### Goethe als Naturforscher
Neben Forschung und pharmakologischer Lehre fand Magnus im Sommersemester 1906 Zeit für zehn Vorlesungen über „Goethe als Naturforscher“. Zu seiner literarischen Neigung kam eine Anregung von Uexkülls. Das Buch widmete er seiner „Frau und treuen Mitarbeiterin“. Es ist das erste Werk, das sich auf die eben komplettierten dreizehn Bände der „Weimarer Ausgabe“ mit Goethes naturwissenschaftlichen Schriften stützen konnte. Außerdem wurde es Magnus „durch das freundliche Entgegenkommen des Herrn Geh. Hofrat Dr. Ruland in Weimar ermöglicht, im Goethe-Hause mit des Dichters eignen, noch wohl erhaltenen Apparaten seine Versuche zu wiederholen“.

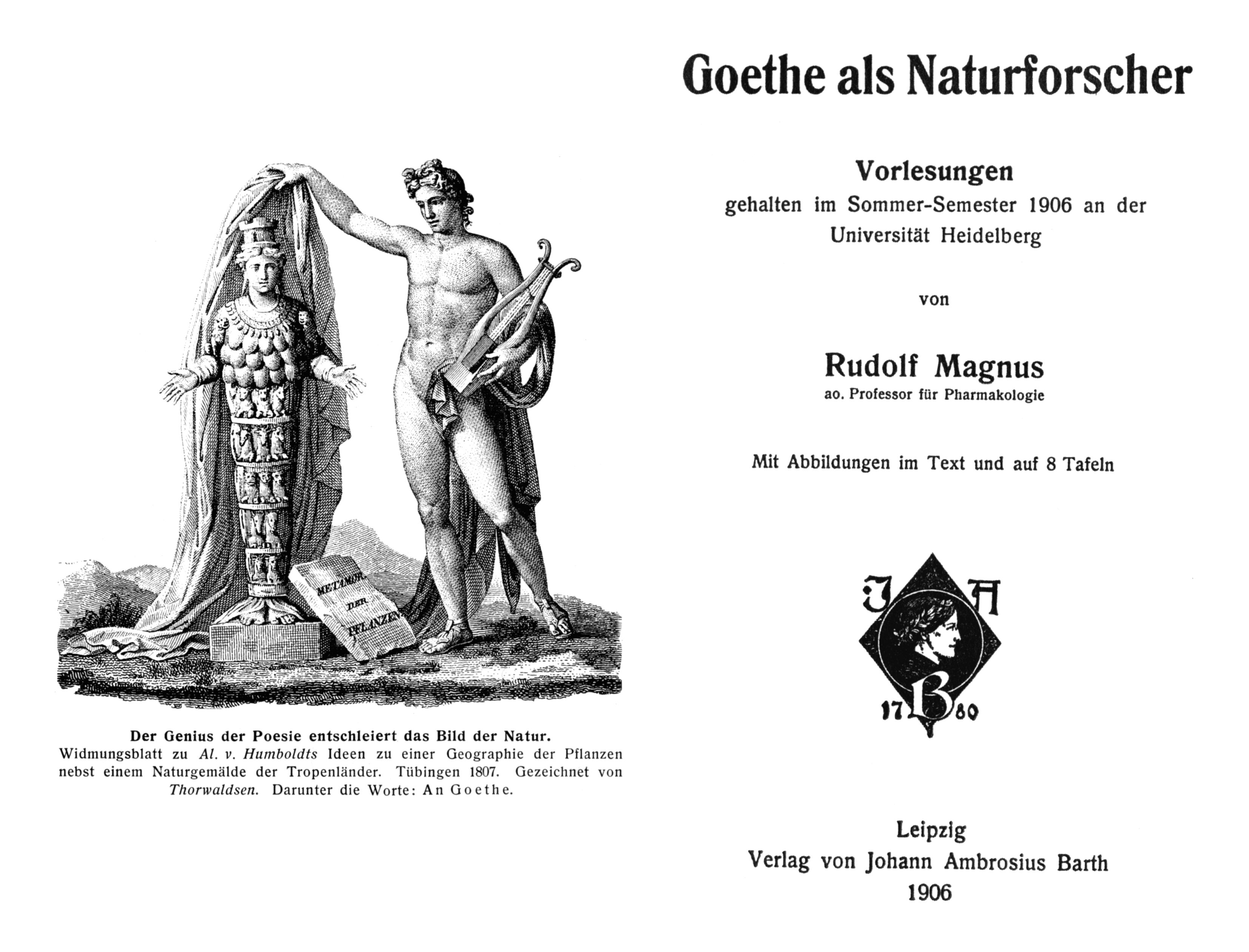
Frontispiz und Titelblatt des Buches Goethe als Naturforscher.

Gerahmt werden die Vorlesungen von zwei Gedichten: „Weite Welt und breites Leben …“ von 1817 und „Eins und Alles“ von 1821. „Zu bescheiden“ findet Magnus den Schlussvers des ersten Gedichtes „Nun! man kommt schon eine Strecke“. „Denn wir haben tatsächlich in Goethe einen der hervorragenden Naturforscher an der Wende des 18. und 19. Jahrhunderts zu sehen, der auf allen den zahlreichen Gebieten, die er bearbeitete, seine Studien mit größter Energie betrieb und sich nie mit dilettantischer Tätigkeit begnügte, sondern nicht ruhte, bis er sich die Kenntnisse und die Selbständigkeit des Fachmanns erworben hatte.“ In zwei Vorlesungen werden die botanischen Arbeiten, in zweien die osteologischen und vergleichend anatomischen, in zweien die Arbeiten zur Farbenlehre und in einer Vorlesung die Arbeiten zur Mineralogie, Geologie und Meteorologie behandelt. An die Beschreibung von Goethes „sorgfältigsten und mühevollsten Detailstudien“ und ihre Einordnung in die Wissenschaft der Zeit schließt sich jeweils eine Beurteilung vom Wissen des beginnenden zwanzigsten Jahrhunderts aus. Ein Beispiel ist Magnus' Urteil über Goethes Beziehung zur Deszendenztheorie. „Man hat in Goethe vielfach einen Vorläufer Darwins sehen  wollen. Besonders hat Häckel diese Ansicht zu begründen versucht. Daran ist jedenfalls richtig, daß Goethe als einer der Mitbegründer der vergleichenden Anatomie die Grundlagen schuf, auf denen Darwin weiter gearbeitet hat. Dagegen finden sich in Goethes morphologischen Hauptwerken ... keine Anschauungen, welche als darwinistisch im engeren Sinn bezeichnet werden können.“ Goethe hatte in seiner Abhandlung von 1822 „Fossiler Stier“ geschrieben: „Auf allen Fall läßt sich der alte Stier als eine weit verbreitete untergegangene Stamm-Race betrachten, wovon der gemeine und der indische Stier als Abkömmlinge gelten dürften.“ Dies, so Magnus, sei Goethes fast einzige unzweideutige Bejahung einer Abstammungshypothese. Immer wieder betont er, dass auch da, wo Goethes Folgerungen irrten, wie gegenüber Isaac Newton in der physikalischen Optik, seine Beobachtungen richtig gewesen seien.
Frontispiz des Buches ist die Zeichnung Bertel Thorvaldsens, mit der Alexander von Humboldt 1807 Goethe seine „Ideen zu einer Geographie der Pflanzen nebst einem Naturgemälde der Tropenländer“ zugeeignet hatte: „Der Genius der Posie, Apoll, lüftet den Schleier der Göttin der Natur.“ Auf einem Stein zu Füßen der Göttin steht Goethes Titel „Metamor<phose> der Pflanzen“ gemeißelt. Für Magnus repräsentieren Zeichnung und Zueignung die Anerkennung, die Goethe als Naturwissenschaftler nach und neben viel Kritik erfuhr und die etwa, was die physiologische – im Gegensatz zur physikalischen – Optik angeht, von Arthur Schopenhauer und Johannes Peter Müller kam.
1949 erschien eine englische Übersetzung der „auch mehr als eine Generation nach der Erstpublikation noch besten allgemeinverständlichen Behandlung des Themas“.

### Utrecht

#### Allgemeines

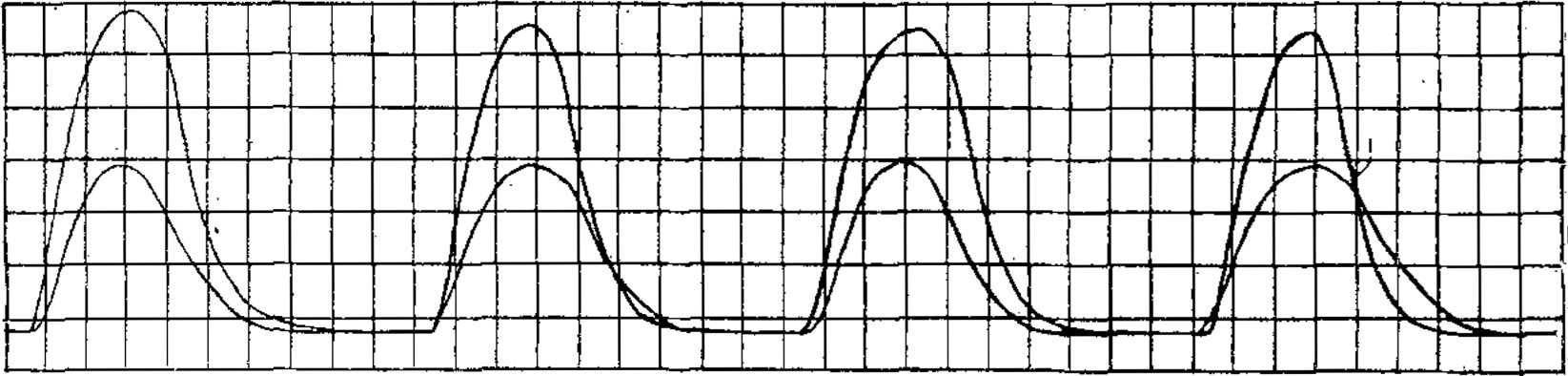
Kontraktion eines isolierten Herzens vor (untere Kurve) und nach (obere Kurve) Zusatz eines Herzglykosids

In Utrecht setzte Magnus einerseits seine Heidelberger Themen fort. Über Herzglykoside entstand ein Aufsatz „Zur Elementarwirkung der Digitaliskörper“. Er trägt den Titel zu Recht, nicht im Sinne der Elementarwirkung auf molekularer Ebene, jedoch auf der Ebene des Organs „Herz“: nämlich Verstärkung und Beschleunigung der Kontraktion. Das Bild dazu ist später mehrfach nachgedruckt worden. Seine Erfahrung in der Pharmakologie der Atmung führte zu Magnus' Einsatz in der Kampfgasforschung an der Kaiser-Wilhelms-Akademie für das militärärztliche Bildungswesen in Berlin. Die Resultate wurden 1921 in neun Mitteilungen „Über Kampfgasvergiftungen“ der Zeitschrift für die gesamte experimentelle Medizin publiziert. Magnus und Pharmakologe Ernst Laqueur waren die Hauptautoren in zwei der neun Publikationen.

#### Körperstellung
Andererseits bedeutete der Wechsel nach Utrecht eine thematische Zäsur: Die Kontrolle der Körperhaltung wurde ein neues und das beherrschende Thema. Die Anregung kam von von Uexküll, der beobachtet hatte, dass die Bewegungen der Arme von Schlangensternen, ausgelöst durch Reizung ihres Nervensystems, stärker ausfielen, wenn die Muskeln der Arme zur Zeit der Reizung gedehnt waren. Gab es eine solche Abhängigkeit auch bei Wirbeltieren? Magnus wandte sich an Sherrington in Liverpool, der eben „The Integrative Action of the Nervous System“ publiziert hatte. Noch mit „Liverpool“ als Ortsangabe erschien 1909 die erste von vier Mitteilungen „Zur Regelung der Bewegungen durch das Zentralnervensystem“: „Ich ergreife gern die Gelegenheit, Herrn Professor Sherrington auch an dieser Stelle meinen herzlichen Dank zu sagen. … Die im nachfolgenden zu schildernden Beobachtungen wurden grosstenteils in den Osterferien 1908 in Liverpool angestellt. Einige ergänzende Befunde und die kinematographischen Aufnahmen wurden später im Utrechter pharmakologischen Institute gewonnen.“
Wirbeltiere reagierten wie die Schlangensterne. Magnus und Sherrington testeten den Kniesehnenreflex bei Hunden, deren Rückenmark zur Ausschaltung von Einflüssen des Gehirns einige Monate zuvor durchtrennt worden war, und beobachteten dabei auch die Reaktion des anderen Beines, den „gekreuzten Reflex“. „Es hat sich nun herausgestellt, dass die Bewegungen des gekreuzten Beines bei diesem Reflex in ganz gesetzmässiger Weise abhängen von der Lage und Stellung, welche dieses Bein bei Aulsösung des Reflexes einnimmt. Ist das Bein in Hüfte, Knie und Fussgelenk gebeugt, so erfolgt Streckung. … Genau der entgegengesetzte Erfolg tritt ein, wenn das Bein vorher gestreckt gehalten wird. … Wie man sieht, erfolgt also auf ein und denselben Reiz eine ganz verschiedene Reaktion je nach der Stellung, welche das Glied vorher einnahm.“

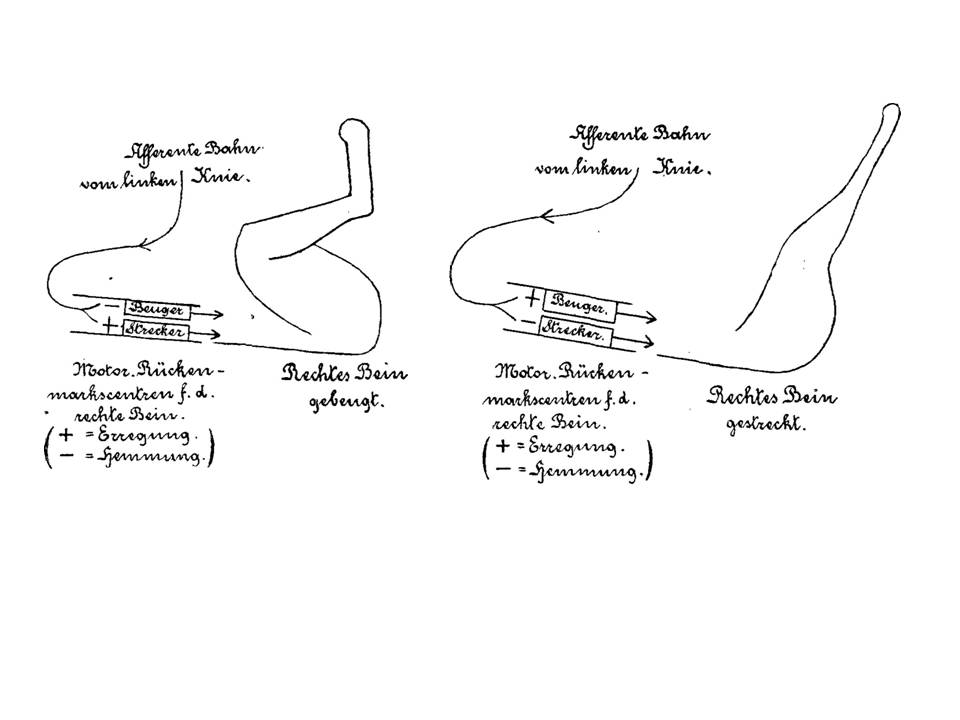
Reaktion des rechten Beines beim Kniesehnenreflex am linken Bein

Die Befunde seien von prinzipieller Bedeutung für unsere Vorstellung von der Funktion des Zentralnervensystems. Das Rückenmark sei „gleichsam in jedem Momente ein anderes“ und spiegele in jedem Moment die Lage und Stellung der verschiedenen Körperteile und des ganzen Körpers wider.
Jeder Körperhaltung entspreche eine bestimmte Verteilung der Erregbarkeiten im Zentralnervensystem. Der Körper stelle sich sein Zentralorgan selbst in der richtigen Weise ein.
In seinem Buch „Körperstellung“ fasste Magnus 1924 die Utrechter Forschung – 84 Aufsätze aus seinem Institut – zusammen. Das Buch zeigt, wie verschiedene Rezeptoren (Sinneszellen), verschiedene Gebiete des Zentralnervensystems und verschiedene Reflexe, „Steh- oder Haltungsreflexe“ für den Körper in Ruhe und „Stellreflexe“ zur Aufrichtung aus einer abnormen Lage, zur Körperhaltung beitragen. Ein umfangreiches Kapitel ist der „Wirkung von Giften“, der Pharmakologie gewidmet. Das Buch bringe, urteilten die Zeitgenossen, eine „Summe von Erkenntnissen …, von denen vor 20 Jahren niemand etwas wußte“. Es stehe neben Sherringonts Werk „als der wichtigste Beitrag zur Physiologie des Nervensystems der letzten Dezennien“. Diese Urteile haben Bestand gehabt. „Die Utrechter Schule (Magnus und de Kleijn) begann mit Sherringtons Beobachtungen über ‚Reflexfiguren‘ bei dezerebrierten Tieren und beschrieb dann die heute vertrauten Muster von Orientierung und Haltung. Sir irrte zuweilen, aber diese Fehler bedeuten wenig angesichts der Fülle sorgfältiger Beobachtungen. Dass die niederländischen Forscher nicht zu stereotaktischen Methoden griffen, mag mit Magnus' vorzeitigem Tod 1927 zu tun haben.“ 1962 erschien eine russische, 1987 eine englische Übersetzung.
Besonders bekannt, weil auch klinisch benutzt, wurden die „tonischen Halsreflexe“, das sind Stehreflexe bei Veränderungen der Stellung des Kopfes zum Rumpf. Sie werden ausgelöst über Rezeptoren der Tiefensensibilität im Bereich des Halses. Drehen des Kopfes führt zum asymmetrisch tonischen Nackenreflex: Arme und Beine der Seite, zu der das Kinn gedreht wird, werden gestreckt, Arme und Beine der Gegenseite gebeugt. Nach den Entdeckern spricht man vom „Magnus-de Kleijn-Reflex“. Er steckt in der Motorik gesunder Menschen oder Tiere, wird aber erst deutlich, wenn das Vorderhirn durch eine Gehirnschädigung ausgeschaltet ist. Beim gesunden Säugling verschwindet er im Alter von etwa einem halben Jahr. Späteres Auftreten kann Symptom einer Gehirnerkrankung sein.

## Anerkennung
Magnus war Ehrenmitglied mehrerer medizinischer wissenschaftlicher Gesellschaften. 1919 wurde er zum Mitglied der Königlich Niederländischen Akademie der Wissenschaften gewählt und erhielt mit de Kleijn den „Guyot-Preis“ des Senats der Reichsuniversität Groningen. Im Jahr 1925 wurde er zum Mitglied der Leopoldina gewählt. Im gleichen Jahr erhielt er die „Bailey-Medaille“ des Londoner Royal College of Physicians und 1928 postum die „Hans Horst Meyer-Medaille“ der Österreichischen Akademie der Wissenschaften. Im Jahr 1927 wurden er und de Kleijn für den Nobelpreis für Physiologie oder Medizin nominiert, und das Nobel-Komitee fand ihr Werk preiswürdig; doch starb Magnus vor der endgültigen Entscheidung. 1968, sechzig Jahre nach seiner Gründung, wurde das Utrechter Pharmakologische Institut „Rudolf Magnus Institute of Pharmacology“ genannt. Heute ist es als „Rudolf Magnus Institute“ der Forschung in den klinischen und experimentellen Neurowissenschaften umgewidmet.